# Orchies
Orchies je naselje in občina v severnem francoskem departmaju Nord regije Nord-Pas-de-Calais. Leta 2009 je naselje imelo 8.241 prebivalcev.

## Geografija
Kraj se nahaja v pokrajini Flandriji 26 km jugovzhodno od središča Lilla.

## Uprava
Orchies je sedež istoimenskega kantona, v katerega so poleg njegove vključene še občine Aix, Auchy-lez-Orchies, Beuvry-la-Forêt, Coutiches, Faumont, Landas, Nomain in Saméon s 24.605 prebivalci.
Kanton Orchies je sestavni del okrožja Douai.

## Zanimivosti
- ostanki nekdanjega obzidja - Tour du Diable,
- muzej cikorije.

## Pobratena mesta
- Kelso (Škotska, Združeno kraljestvo);